# Борсук азійський
Борсу́к азійський (Meles leucurus) — вид ссавців родини Мустелових (Mustelidae), один з трьох сучасних видів роду Борсук (Meles).

## Поширення
Країни поширення: Китай, Казахстан, КНДР, Республіка Корея, Російська Федерація
Азійський борсук знаходиться в Росії (на схід від р. Волга), Середній Азії, Монголії, Китаї, КНДР і Республіці Корея. Межею між ареалами борсука європейського (Meles meles) та азійського (М. leucurus) є річка Волга. Єдиним місцем в ареалі азійського борсука на правому березі Волги є Жигулівський заповідник. Трапляється від рівня моря до 3205 м навколо озера Цінхай.

## Морфологія
Борсук азійський - великий представник родини мустелових з вираженим довгим носом, що закінчуються великим носовим майданчиком. Товсте тіло знаходиться на коротких, товстих ногах, і закінчується коротким товстим хвостом. Морда витягнута і конусоподібна, з невеликими, круглими, з білими наконечниками вухами, що низько посаджені з боків голови.
Хутро грубе, щільне, середньої довжини. Тіло сиво-сіре, а ноги від темно-сірого до майже чорного кольору. Азійські борсуки мають різні мітки на голові, більшість їх облич білі, з двома чорними смугами, по одному з кожного боку голови, що біжать поздовжньо по обличчю, від носа, над очима, до основ вух. Біле обличчя сильно контрастує з повністю чорними горлом і черевом.
Мускусні залози присутні в безпосередній близькості від анального отвору під хвостом і використовуються для маркування запахом. Ноги пальцеходячі, з п'ятьма пальцями на кожній нозі; підошви ніг позбавлені волосся. Довгі, чорні, вигнуті пазурі присутні на всіх пальцях, будучи більше на передніх кінцівках. Молочних залоз три пари.

## Середовище проживання та стиль життя
Азійський борсук схожий на європейського. Віддає перевагу листяним лісам з галявинами, або відкритим пасовища з невеликими ділянками лісу, але також зустрічається в змішаних і хвойних лісах, чагарниках, приміських зонах, степу і напівпустелі.
Щодо їжі цей вид опортуністичний, поживою для нього є фрукти, горіхи, цибулини, бульби, жолуді, зернові культури. Він також споживає різних безхребетних (особливо земляних хробаків), навідується в осині й бджолині гнізда, їсть яйця птахів, падло і живу здобич хребетних, таких як миші, полівки, їжаки та кроти.
У північних частинах ареалу вид впадає в зимову сплячку протягом зимових місяців.